# Balatonberény
Balatonberény je obec v Maďarsku v župě Somogy. Obec se nachází na pobřeží Balatonu.
Její rozloha činí 26,09 km² a v roce 2024 zde žilo 1 187 obyvatel.